# Magnus Erikson
Per Magnus Erikson, folkbokförd Eriksson, född 3 december 1957 i Ljungby församling i Kronobergs län, död 27 januari 2015 i Göteborgs Annedals församling, var en svensk skivbolagsdirektör och konsertarrangör.
Magnus Erikson grundade 1978 skivbolaget Royal Music. I början av 1980-talet tog han initiativ till Scandinaviumgalan, ett årligen återkommande arrangemang med kristen musik till vilken Scandinavium i Göteborg hyrdes. Under detta årtionde var han en av de mest drivande krafterna inom svensk kristen musik. Han arbetade med artister som Carola Häggkvist och Per-Erik Hallin samt grupper som Jerusalem, Leviticus och Edin-Ådahl. Erikson arrangerade Sverigeturnéer för världsartisterna Andraé Crouch och Koinonia.